# Eurídice (filla d'Antípatre)
Eurídice (grec antic: Εὐρυδίκη, llatí: Eurydice) fou una filla d'Antípatre i esposa de Ptolemeu I Sòter. No se sap quan es van casar però probablement va ser vers el 320 aC, poc després de Triparadisos (321 aC), quan els diàdocs es van repartir l'imperi d'Alexandre i Antípatre va ser nomenat regent.
Va tenir cinc fills, tres de mascles, Ptolemeu Ceraune, Melèagre (que van ser reis de Macedònia) i un tercer de nom desconegut, assassinat per ordre de Ptolemeu II Filadelf; i dues femelles, Ptolemaida, segons diu Plutarc, i Lisandra, esposa d'Agàtocles fill de Lisímac de Tràcia, segons Pausànies.
Ptolemeu, que segons el costum de l'època podia tenir diverses dones al mateix temps, la va deixar aviat de costat per Berenice I i segurament per això, i perquè semblava que els fills de Berenice tindrien preferència en la successió, al cap d'un temps Eurídice va abandonar la cort d'Egipte.
El 287 aC residia a Milet on va donar la benvinguda a Demetri Poliorcetes i on aquest es va casar amb Ptolemaida.